# Two Men of the Desert
Two Men of the Desert is een stomme film uit 1913 onder regie van D.W. Griffith.

## Rolverdeling
| Acteur              | Personage |
| ------------------- | --------- |
| Blanche Sweet       |           |
| Henry B. Walthall   |           |
| Walter Miller       |           |
| Alfred Paget        |           |
| Jennie Lee          |           |
| Harry Carey         |           |
| Donald Crisp        |           |
| Charles Hill Mailes |           |
| Mae Marsh           |           |
| Marshall Neilan     |           |